# Артігас (департамент)
Артігас (ісп. Departamento de Artigas) — департамент Уругваю. Адміністративний центр — місто Артігас. Завдяки своєму розміщенню на півночі країни межує на півночі з Бразилією, від якої відмежовується річкою Куарейм, на півдні межує з департаментом Сальто, а на заході — з Аргентиною, кордони з якою проходять по річці Уругвай.
На північно-західному кордоні департаменту розташоване місто Белья-Уніон, яке має таку назву тому, що знаходиться на кордоні трьох держав: Бразилії, Аргентини та Уругваю.

## Демографія

### Головні населені пункти
(Села або міста з населенням понад 1000 осіб за даними перепису 2004 року).
| Місто/село      | Населення |
| --------------- | --------- |
| Артігас         | 78 019    |
| Бальтасар-Брум  | 2 472     |
| Белья-Уніон     | 13 187    |
| Лас-П'єдрас     | 2 164     |
| Пінтадіто       | 1 487     |
| Томас-Гоменсоро | 2 818     |